# Ривз, Киану
Киа́ну Чарльз Ривз (англ. Keanu Charles Reeves, [kiˈɑːnuː]; род. 2 сентября 1964, Бейрут, Ливан) — канадский актёр кино, телевидения и озвучивания, кинорежиссёр, кинопродюсер и музыкант (бас-гитарист). Наиболее известен своими ролями в киносериях «Билл и Тед» (1989—2020), «Матрица» (1999—2021) и «Джон Уик» (2014—2025), а также в фильмах «На гребне волны» (1991), «Мой личный штат Айдахо» (1991), «Дракула» (1992), «Скорость» (1994), «Джонни-мнемоник» (1995), «Адвокат дьявола» (1997), «Константин: Повелитель тьмы» (2005), «Короли улиц» (2008), «День, когда Земля остановилась» (2008) и «47 ронинов» (2013).
Ривз работал с такими известными кинорежиссёрами, как Стивен Фрирз («Опасные связи», 1988), Гас Ван Сент («Мой личный штат Айдахо», 1991), Фрэнсис Форд Коппола («Дракула», 1992) и Бернардо Бертолуччи («Маленький Будда», 1993). В 2013 году сам дебютировал в качестве режиссёра, сняв фильм о боевых искусствах «Мастер тай-цзи».
Ссылаясь на его игру в фильме «На гребне волны», критик газеты The New York Times Джанет Маслин хвалит актёрскую многосторонность Ривза, говоря, что он «проявляет значительную дисциплину и диапазон. Он легко перемещается между выдержанным поведением, подходящим для полицейско-процедурной истории, и гибкой манерой его комических ролей».
31 января 2005 года Ривз получил звезду на голливудской «Аллее славы». Является самым высокооплачиваемым актёром в истории кинематографа по соотношению суммы разового гонорара к совокупной сумме заработка ($30 к $156 млн).

## Биография и творчество

### Детство и юность
Киану Ривз родился 2 сентября 1964 года в Бейруте, столице Ливана, в семье англичанки Патрисии Бонд (в девичестве — Тейлор) и уроженца Гавайев Сэмьюэла Ноулина Ривза-младшего, американца с английскими, ирландскими, португальскими, гавайскими и китайскими корнями. Патрисия познакомилась с Сэмьюэлом в Бейруте, где работала. Он был тогда неквалифицированным рабочим, аттестат зрелости получил, отбывая срок заключения на Гавайях, будучи осуждённым по обвинению в продаже героина в аэропорту. В дальнейшем приобрёл специальность геолога. Он бросил свою жену и семью, когда их сыну было три года. Последний раз Киану общался с отцом на острове Кауаи в возрасте 13 лет.
В детстве Ривзу часто приходилось менять место жительства, переезжая вместе с матерью, которая после развода в 1966 году стала художником по костюмам. Сначала они перебрались в Австралию, затем в Нью-Йорк. Там его мать познакомилась с бродвейским и голливудским режиссёром Полом Аароном и вышла за него замуж. Семья переехала в Торонто; пара развелась в 1971 году. В 1976 году Патрисия вышла замуж за Роберта Миллера, рок-промоутера; они развелись в 1980 году. Брак с четвёртым мужем, парикмахером Джеком Бондом, закончился в 1994 году.
Детство и юность Ривза и его сестёр по большей части прошли в Торонто. Его воспитанием в основном занимались родители матери и няньки. В течение пяти лет он сменил четыре школы, включая школу искусств в Торонто, откуда он был позднее исключён «из-за излишней непокорности», как он сам объяснял позднее.
Ривз больше преуспевал в хоккее, нежели в академических дисциплинах, поскольку процесс образования был осложнён для него дислексией. Ривз мечтал стать хоккеистом, выступающим за честь Канады на Олимпиаде, однако травма поставила на его мечтах о хоккее крест. Позднее Киану посещал альтернативную бесплатную школу («Avondale Alternative»), что позволяло ему получать образование и подрабатывать в качестве актёра одновременно. Позже он бросил школу, так и не получив аттестат о среднем образовании.

### Карьера

#### 1980-е годы

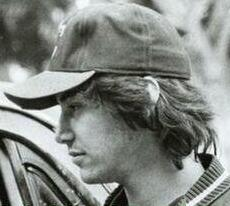
Ривз в 1986 году

Ривз начал свою актёрскую карьеру в возрасте девяти лет, появившись в театральной постановке мюзикла «Чёртовы янки». В пятнадцать лет он сыграл роль Меркуцио в театральной постановке «Ромео и Джульетты». Дебют Ривза на экране состоялся на канадском телеканале CBC в одном из комедийных сериалов. В начале 1980-х годов он снимался в рекламных роликах, включая ролик для Кока-Колы, короткометражных фильмах, а также появлялся на театральной сцене в Торонто. В 1984 году работал корреспондентом в юношеской программе на CBC.
Первым появлением Ривза в полнометражном фильме стала роль хоккейного вратаря в фильме «Молодая кровь» с Робом Лоу в главной роли. Затем Ривз отправился в Лос-Анджелес, после того как его бывший отчим Пол Аарон, театральный и телевизионный режиссёр, убедил кинопродюсера Эрвина Стоффа стать менеджером и агентом Киану. Стофф является менеджером Ривза по сей день, он принимал участие в продюсировании многих его фильмов.
После нескольких маленьких ролей Ривз получил более заметную роль в драме 1986 года «На берегу реки», основанной на реальных событиях и повествующей о душевных страданиях и муках совести в группе подростков, причиной которых стало убийство их подруги одним из них. После успеха этого фильма среди кинокритиков Ривз провёл конец 1980-х снимаясь в фильмах, ориентированных на подростковую аудиторию. Среди них — драма 1988 года «Вечная песня», научно-фантастический фильм 1989 года «Невероятные приключения Билла и Теда» и его сиквел 1991 года — «Новые приключения Билла и Теда». Представление Ривза в прессе и отклики по поводу его актёрского мастерства в начале 1990-х годов были сильно ассоциированы с образом легкомысленного Теда.

#### 1990-е
В начале 1990-х Ривз начинает отходить от образа актёра, снимающегося в фильмах для подростков. Он появляется в высокобюджетных фильмах. Так, за роль в боевике «На гребне волны» (1991) он получает награду MTV в номинации «Самый желанный актёр» в 1992 году. Кроме этого, Ривз появляется в различных низкобюджетных, независимых фильмах, включая драму «Мой личный штат Айдахо» (1991), где он снялся вместе со своим близким другом Ривером Фениксом. Также сыграл в фильме Фрэнсиса Форда Копполы «Дракула» (1992).
В 1994 году кинокарьера Киану Ривза достигла новой высоты, благодаря его роли в боевике «Скорость». Участие Ривза в этом фильме вызвало споры среди критиков, поскольку, за исключением фильма «На гребне волны», он был известен преимущественно как актёр комедий и независимых драм. До этого Ривз никогда не был единственным главным персонажем в кинокартине. Летний боевик имел достаточно большой бюджет и был снят перепрофилировавшимся кинооператором, начинающим кинорежиссёром Яном де Бонтом. Неожиданный международный успех фильма сделал Ривза и его партнёршу по фильму Сандру Буллок звёздами первой величины.
Несмотря на свои успехи в блокбастерах, Ривз продолжал принимать предложения о второстепенных ролях и появляться в экспериментальном кино. Его главная роль в романтической драме 1995 года «Прогулка в облаках» стала хитом. Он ошеломил прессу, отказавшись играть в «Скорости 2» и выбрав главную роль в театральной постановке «Гамлета» в Виннипеге. Роджер Льюис, критик «The Sunday Times», писал по поводу его игры: «Он вполне воплотил наивность, великолепную ярость, животное изящество на дрожжах, эмоциональное насилие, эту форму Принца Датского… Он является одним из трёх главных Гамлетов, которых я когда-либо видел, — по одной простой причине: он и есть Гамлет».
Роли Ривза после «Прогулки в облаках» тем не менее оказались провальными и с точки зрения кинокритиков, и с точки зрения популярности. Такие высокобюджетные фильмы, как фантастический фильм 1995 года «Джонни-мнемоник» и триллер 1996 года «Цепная реакция» подверглись резкой критике и провалились в прокате. Независимые фильмы, такие, как «Чувствуя Миннесоту» (1996), также оказались неудачей с точки зрения критиков.
Карьера Ривза стала оправляться от неудач после его участия в мистической драме «Адвокат дьявола» (1997) вместе с Аль Пачино и Шарлиз Терон. Ривз согласился на занижение собственного гонорара за этот фильм ради привлечения к фильму Пачино, то же самое он сделает и в менее успешных «Дублёрах» (2000) ради участия Джина Хэкмана. Несмотря на то, что «Адвокат дьявола» имел кассовый успех, получил хорошие рецензии и доказал, что Ривз может играть взрослого карьериста, многие критики отметили, что его плохая игра умалила приятное впечатление от фильма. Напротив, научно-фантастический боевик 1999 года «Матрица», в котором Ривз сыграл главную роль Нео, принёс кассовый успех, получил положительные рецензии и стал культовым во всём мире.

Сначала хотел стать хоккеистом. Я был застенчивым ребёнком. Уверенно чувствовал себя лишь на льду. А потом вдруг снялся в нескольких рекламных роликах, только и всего. Хотел заработать лишних деньжат.
— Киану Ривз

#### 2000-е

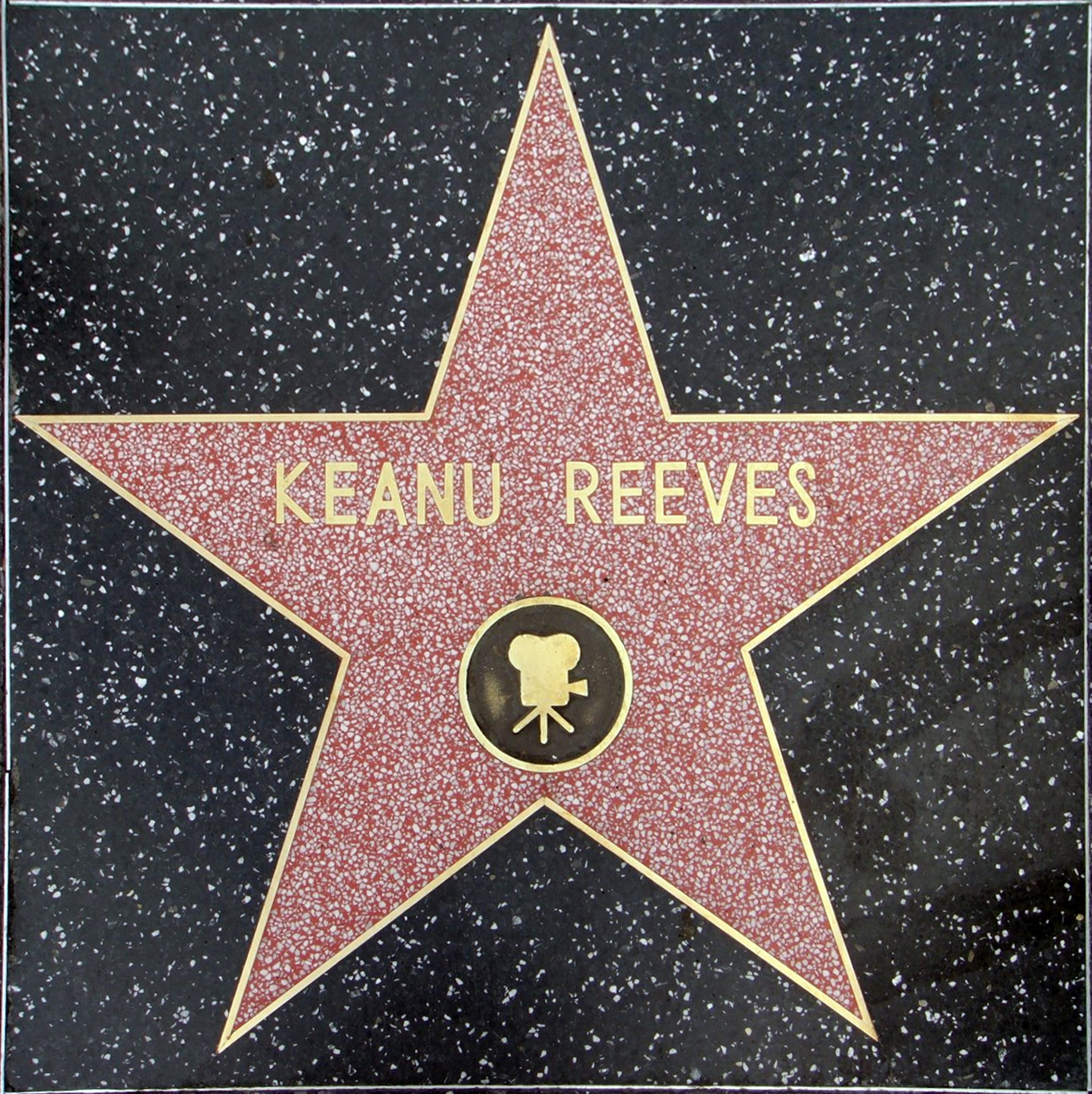
Звезда Киану Ривза на голливудской «Аллее славы»

В промежутках между «Матрицей» и её двумя продолжениями Ривз успел получить положительные отзывы за свою игру мужа-насильника в мистическом триллере «Дар» (2000). Кроме этого, Ривз появился в нескольких фильмах, заслуживших скорее негативные отзывы и небольшие кассовые сборы («Наблюдатель» (2000), «Дублёры» (2000), «Сладкий ноябрь» (2001)). Тем не менее, два сиквела «Матрицы», «Матрица: Перезагрузка» (2003) и «Матрица: Революция» (2003), комедийная мелодрама «Любовь по правилам и без» (2003) и мистический триллер «Константин» (2005) оказались коммерчески успешными и вернули Ривза в центр внимания публики.

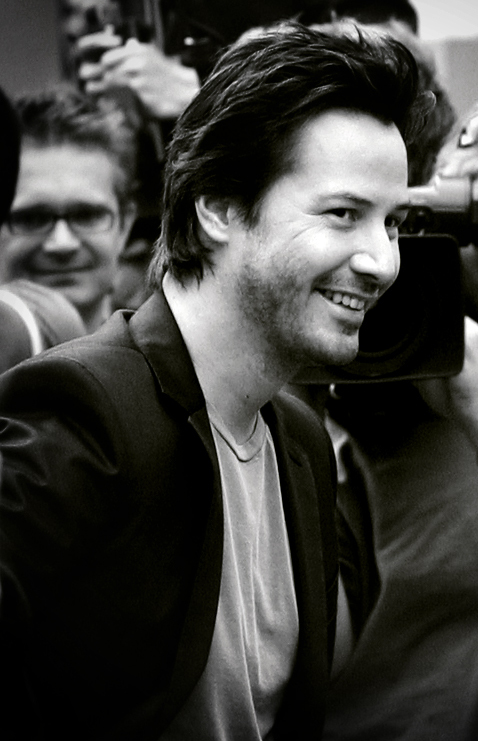
2006 год

Его игра в фильме 2006 года «Помутнение», основанном на мрачном фантастическом романе Филипа Киндреда Дика, получила благосклонные отзывы, а также картина «Дом у озера», его совместная с Сандрой Буллок драма, довольно успешно окупившаяся в прокате.
Он продолжил играть главные роли в двух последующих фильмах 2008 года — «Короли улиц» и «День, когда Земля остановилась». В феврале 2009 года на Берлинале публике был представлен фильм с участием Ривза — «Частная жизнь Пиппы Ли».

#### 2010-е
Ривз начал работать в качестве продюсера и актёра над сюрреалистической романтической комедией «Криминальная фишка от Генри» в декабре 2009 года, закончив её в начале 2010 года. После он начал работу в таком же качестве над научно-фантастической драмой «Пассажиры».
В январе 2009 года было объявлено, что Ривз будет сниматься в адаптации аниме-сериала «Ковбой Бибоп». Киану принял участие в самурайском фильме «47 ронинов».
5 июля 2013 года в Китае состоялась премьера фильма «Мастер тай-цзи». Это был режиссёрский дебют Киану Ривза.

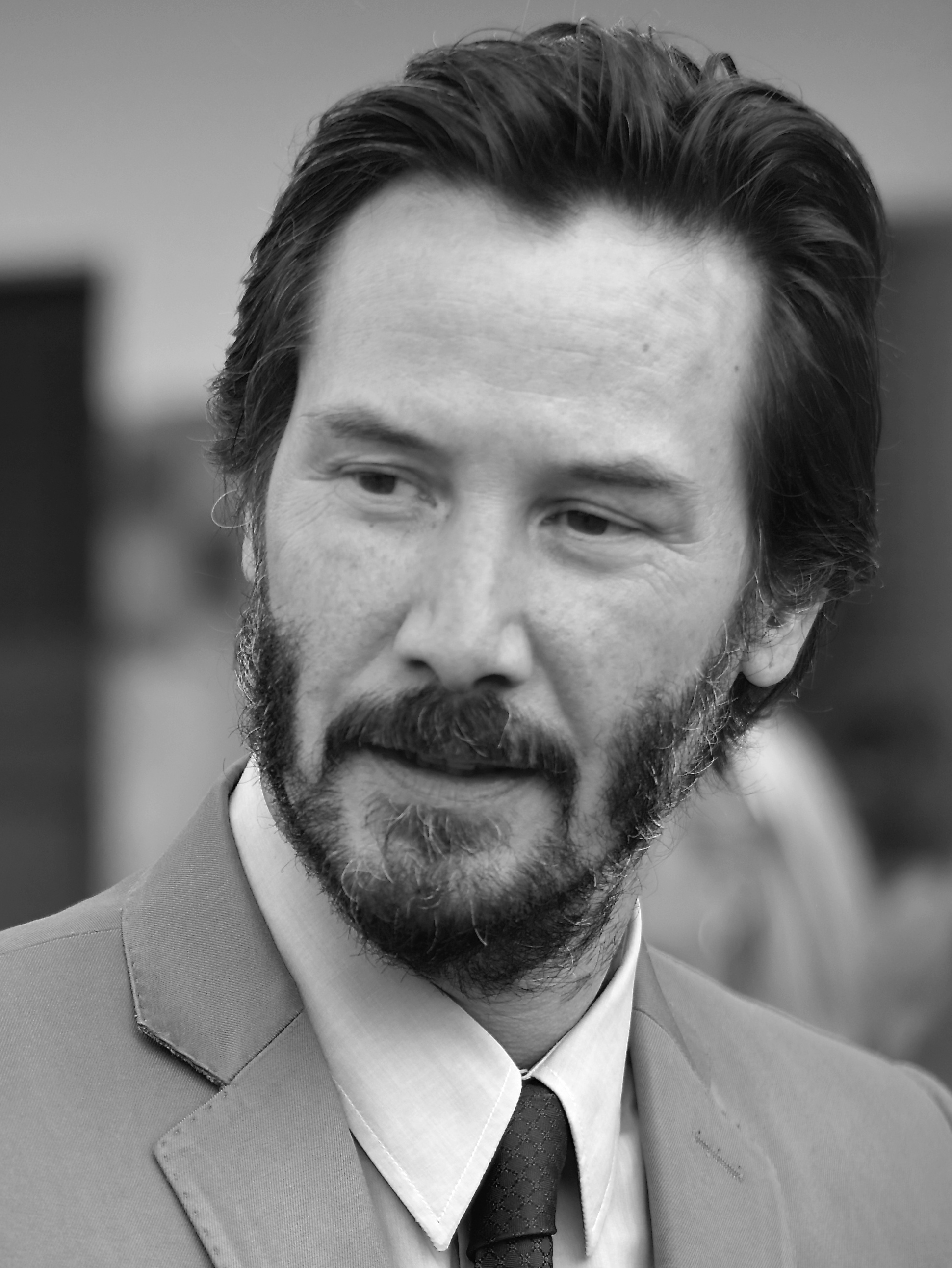
2015 год

Киану Ривз сыграл главную роль в психологическом хоррор-триллере Элая Рота «Кто там». Весной 2015 года Ривз приступил к работе над фильмом Николаса Виндинга Рефна «Неоновый демон»; фильм вышел в мировой прокат весной 2016 года.
В 2014 году Киану сыграл главную роль в фильме «Джон Уик», в 2017 вышла вторая часть — «Джон Уик 2», а в 2019 третья — «Джон Уик 3». Все три фильма получили хорошие отзывы критиков. Киану принял участие в третьем фильме из серии «Приключений Билла и Теда».
В ходе E3 2019 огласил дату выхода игры Cyberpunk 2077 — 16 апреля 2020 года, — при этом представ в новом трейлере игры в роли одного из ключевых персонажей. Во время выступления один из зрителей выкрикнул ему: «Ты и сам сногсшибательный!» (англ. You're breathtaking), на что Киану ответил тем же прилагательным не только зрителю, но и всем в зале. После этого инцидента аккаунт Cyberpunk 2077 в Твиттере пообещал подарить тому игроку коллекционное издание игры.

#### 2020-е
В феврале 2020 года в Сан-Франциско начались съёмки четвёртого фильма серии «Матрица», в котором Ривз снова исполнил роль Нео, а Кэрри-Энн Мосс вернулась к роли Тринити. Режиссёром картины выступила Лана Вачовски, снявшая три предыдущих фильма вместе со своей сестрой Лилли. Фильм вышел под названием «Матрица: воскрешение» в декабре 2021 года.
В марте 2021 года в продажу поступили первые выпуски кровавого комикса BRZRKR, созданного по сюжету Ривза; помимо того, главный герой внешне был срисован с самого актёра. Примерно тогда же Netflix объявили о планах экранизировать комиксы с Киану в главной роли.
В июне 2021 стартовали съёмки четвёртой части франшизы «Джон Уик», в которой Ривз продолжил исполнять главную роль. Выпуск фильма откладывался из-за пандемии коронавируса и состоялся только в марте 2023 года.

### Другие проекты
Основал студию Company Films вместе со Стивеном Хеймелом, студия занимается разработкой идей и сценариев, в том числе для фильма «Пассажиры».
В 2011 году Киану Ривз совместно с механиком Гардом Холлингером из мастерской L.A. County Choprods основал компанию Arch Motorcycle по производству мотоциклов. Недавно компания Киану Ривза представила обновлённый флагманский мотоцикл Arch Method 143.

### Музыка
Ривз играл на бас-гитаре в альтернативной рок-группе Dogstar в 1990-х. В 2000-х он выступал вместе с гранж группой Becky.
Также он снялся в клипе Полы Абдул на песню «Rush Rush».
В мае 2023 года группа Dogstar воссоединилась спустя 20 лет и выступила на фестивале BottleRock. Группа исполнила композиции из первых двух альбомов, а также новые из готовящегося третьего альбома, который вышел 6 октября того же года под названием «Somewhere Between the Power Lines and Palm Trees», являясь первым альбомом группы за 23 года.

## Личная жизнь

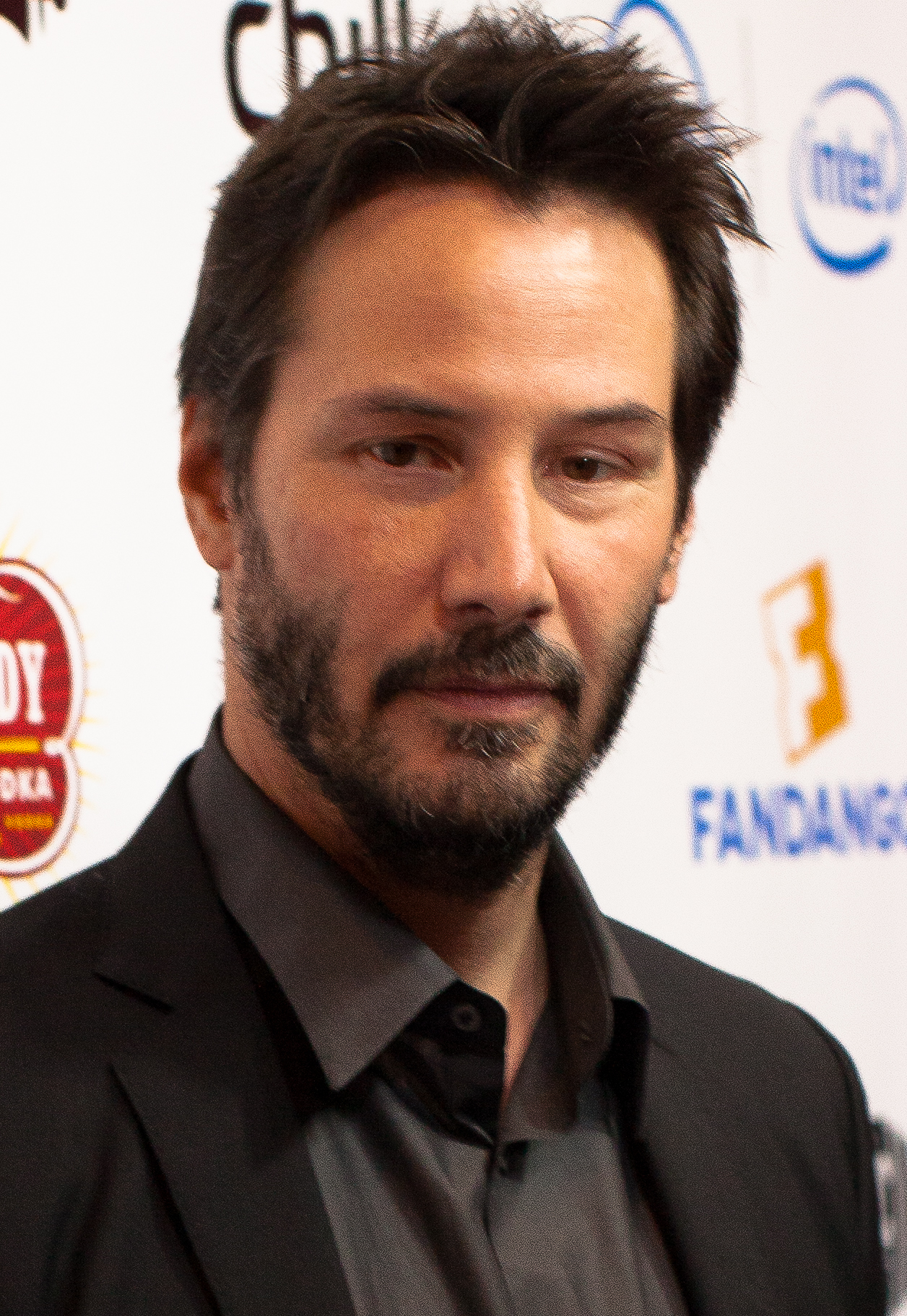
2014 год

Около девяти лет с начала своей звёздной карьеры Ривз предпочитал жить в съёмных домах и отелях. Он достаточно долго был постояльцем известного калифорнийского отеля «Шато Мармон». Ривз купил свой первый дом в лос-анджелесском районе Голливуд Хиллз примерно в 2003 году. У него также имеется квартира в районе Центрального парка в Нью-Йорке.
Ривз никогда не был женат. В декабре 1999 года у него и его подруги, киноактрисы Дженнифер Сайм, родилась мертворождённая дочь, Ава Арчер Сайм-Ривз. Сайм погибла в автокатастрофе в апреле 2001 года в Лос-Анджелесе.
В 2008 году на Ривза подал в суд папарацци Элисон Силва. Силва требовал выплатить ему 711 974 доллара за побои и травмы, которые актёр якобы нанёс ему. Судебная тяжба с папарацци длилась полтора года, в течение которых Силва продолжал атаковать Ривза и требовать выплат. На суде всем двенадцати присяжным заседателям понадобился всего час обсуждения, чтобы вынести вердикт и единогласно отклонить иск. Ривз был полностью оправдан.
В ноябре 2019 года стало известно о новых отношениях Ривза с художницей и скульптором Александрой Грант, которая младше его на 9 лет.
Ривз активно занимается благотворительностью. Около 70 % гонорара за серию фильмов «Матрица» Ривз пожертвовал на изучение рака.

## Фильмография
| Год       |     | Русское название                      | Оригинальное название                  | Роль                    |
| --------- | --- | ------------------------------------- | -------------------------------------- | ----------------------- |
| 1984      | с   | Упорство                              | Hangin' In                             | посетитель              |
| 1985      | с   | Ночная жара                           | Night Heat                             | хулиган / грабитель     |
| 1985      | тф  | Отпуская                              | Letting Go                             | парень на студии        |
| 1985      | с   | Фабрика смеха                         | Comedy Factory                         | Крекерс                 |
| 1985      | кор | Один шаг назад                        | One Step Away                          | Рон Петри               |
| 1986      | ф   | Молодая кровь                         | Youngblood                             | Хивер                   |
| 1986      | тф  | Акт возмездия                         | Act of Vengeance                       | Бадди Мартин            |
| 1986      | с   | Диснейленд                            | Disneyland                             | юный Майкл Райли        |
| 1986      | ф   | Полёт                                 | Flying                                 | Томми                   |
| 1986      | тф  | Братство справедливости               | Brotherhood of Justice                 | Дерек                   |
| 1986      | ф   | На берегу реки                        | River's Edge                           | Мэтт                    |
| 1986      | тф  | Под влиянием                          | Under the Influence                    | Эдди Толбот             |
| 1986      | тф  | Дети в стране игрушек                 | Babes in Toyland                       | Джек                    |
| 1987      | с   | Тяжёлые времена                       | Trying Times                           | Джоуи                   |
| 1988      | ф   | Прошлой ночью                         | The Night Before                       | Уинстон Коннелли        |
| 1988      | ф   | Вечная песня                          | Permanent Record                       | Крис Таунсенд           |
| 1988      | ф   | Принц Пенсильвании                    | The Prince of Pennsylvania             | Руперт Маршетта         |
| 1988      | ф   | Опасные связи                         | Dangerous Liaisons                     | Шевалье Дансени         |
| 1989      | ф   | Невероятные приключения Билла и Теда  | Bill & Ted's Excellent Adventure       | Тед Логан               |
| 1989      | с   | Американский театр                    | American Playhouse                     | Кип                     |
| 1989      | ф   | Родители                              | Parenthood                             | Тод Хиггинс             |
| 1989      | с   | Шоу Трейси Ульман                     | The Tracey Ullman Show                 | Джесси Уокер            |
| 1990      | ф   | Я люблю тебя до смерти                | I Love You to Death                    | Марлон Джеймс           |
| 1990      | мс  | Невероятные приключения Билла и Теда  | Bill & Ted's Excellent Adventure       | Тед Логан               |
| 1990      | ф   | Настройся на завтра                   | Tune in Tomorrow                       | Мартин Лоудер           |
| 1991      | ф   | Провидение                            | Providence                             | Эрик                    |
| 1991      | ф   | На гребне волны                       | Point Break                            | Джонни Юта              |
| 1991      | ф   | Новые приключения Билла и Теда        | Bill & Ted's Bogus Journey             | Тед Логан               |
| 1991      | ф   | Мой личный штат Айдахо                | My Own Private Idaho                   | Скотт Фейвор            |
| 1992      | ф   | Дракула                               | Bram Stoker's Dracula                  | Джонатан Харкер         |
| 1993      | ф   | Много шума из ничего                  | Much Ado About Nothing                 | Дон Хуан                |
| 1993      | ф   | Даже девушки-ковбои иногда грустят    | Even Cowgirls Get the Blues            | Джулиан Гитч            |
| 1993      | ф   | Маленький Будда                       | Little Buddha                          | Сиддхартха / Будда      |
| 1993      | ф   | Уроды                                 | Freaked                                | человек-пёс Ортис       |
| 1993      | ф   | Поэтичная Джастис                     | Poetic Justice                         | бездомный               |
| 1994      | ф   | Скорость                              | Speed                                  | Джек Тревен             |
| 1995      | ф   | Джонни-мнемоник                       | Johnny Mnemonic                        | Джонни                  |
| 1995      | ф   | Прогулка в облаках                    | A Walk in the Clouds                   | Пол Саттон              |
| 1996      | ф   | Цепная реакция                        | Chain Reaction                         | Эдди Казаливич          |
| 1996      | ф   | Чувствуя Миннесоту                    | Feeling Minnesota                      | Джейджекс Клейтон       |
| 1997      | ф   | Самоубийца                            | The Last Time I Committed Suicide      | Гарри                   |
| 1997      | ф   | Адвокат дьявола                       | The Devil's Advocate                   | Кевин Ломакс            |
| 1999      | ф   | Матрица                               | The Matrix                             | Томас Андерсон / Нео    |
| 1999      | с   | Мотор!                                | Action                                 | камео                   |
| 1999      | ф   | Я и Уилл                              | Me and Will                            | камео                   |
| 2000      | ф   | Дублёры                               | The Replacements                       | Шейн Фалко              |
| 2000      | ф   | Наблюдатель                           | The Watcher                            | Дэвид Аллен Гриффин     |
| 2000      | ф   | Дар                                   | The Gift                               | Донни Барксдейл         |
| 2001      | ф   | Сладкий ноябрь                        | Sweet November                         | Нельсон Мосс            |
| 2001      | ф   | Хардбол                               | Hardball                               | Конор О’Нил             |
| 2003      | ф   | Матрица: Перезагрузка                 | The Matrix Reloaded                    | Томас Андерсон / Нео    |
| 2003      | ки  |                                       | Enter the Matrix                       | Томас Андерсон / Нео    |
| 2003      | мф  | Аниматрица                            | The Animatrix                          | Томас Андерсон / Нео    |
| 2003      | ф   | Матрица: Революция                    | The Matrix Revolutions                 | Томас Андерсон / Нео    |
| 2003      | ф   | Любовь по правилам и без              | Something's Gotta Give                 | Джулиан Мерсер          |
| 2005      | ф   | Дурная привычка                       | Thumbsucker                            | Перри Лиман             |
| 2005      | ф   | Константин: Повелитель тьмы           | Constantine                            | Джон Константин         |
| 2005      | кор | Эхо                                   | Echo                                   | Нарцисс                 |
| 2005      | ф   | Элли Паркер                           | Ellie Parker                           | камео                   |
| 2006      | ф   | Помутнение                            | A Scanner Darkly                       | Боб Арктор              |
| 2006      | ф   | Дом у озера                           | The Lake House                         | Алекс Уайлер            |
| 2006      | док | Глобальное потепление                 | The Great Warming                      | рассказчик              |
| 2008      | ф   | Короли улиц                           | Street Kings                           | Том Ладлоу              |
| 2008      | ф   | День, когда Земля остановилась        | The Day the Earth Stood Still          | Клаату                  |
| 2009      | ф   | Частная жизнь Пиппы Ли                | The Private Lives of Pippa Lee         | Крис Надо               |
| 2009      | с   | Лёгкая сборка                         | Easy to Assemble                       | Ворст Феррон            |
| 2010      | ф   | Криминальная фишка от Генри           | Henry's Crime                          | Генри Торн              |
| 2009      | с   | Звезда Болливуда                      | Bollywood Hero                         | камео                   |
| 2012      | ф   | Трое в Нью-Йорке                      | Generation Um...                       | Джон Уолл               |
| 2012      | док | Бок о бок                             | Side by Side                           | камео                   |
| 2013      | ф   | Мастер тай-цзи                        | Man of Tai Chi                         | Донака Марк             |
| 2013      | ф   | 47 ронинов                            | 47 Ronin                               | Кай                     |
| 2013      | кор | Экстремальное преследование           | Extreme Pursuit                        | мистер Ди               |
| 2014      | ф   | Джон Уик                              | John Wick                              | Джон Уик                |
| 2015      | ф   | Кто там                               | Knock Knock                            | Эван Уэббер             |
| 2015      | док | Глубокая паутина                      | Deep Web                               | рассказчик              |
| 2015      | док | Мифунэ: последний самурай             | Mifune: The Last Samurai               | рассказчик              |
| 2015      | с   | Допрос пошёл не по плану              | Interrogations Gone Wrong              | камео                   |
| 2016      | ф   | Дочь Бога                             | Exposed                                | Скотт Галбан            |
| 2016      | ф   | Киану                                 | Keanu                                  | Киану                   |
| 2016      | ф   | Только правда                         | The Whole Truth                        | Ричард Рэмси            |
| 2016      | ф   | Неоновый демон                        | The Neon Demon                         | Хэнк                    |
| 2016      | ф   | Плохая партия                         | The Bad Batch                          | Рокуэлл                 |
| 2016      | тф  | Квантум зовет                         | Quantum Is Calling                     | первый                  |
| 2016      | кор | Фильм "Молитва"                       | The Film Prayer                        | рассказчик              |
| 2016—2018 | с   | Придурки из Швеции                    | Swedish Dicks                          | Тэкс Джонсон            |
| 2017      | ф   | До костей                             | To the Bone                            | Уильям Бекхэм           |
| 2017      | ф   | Джон Уик 2                            | John Wick: Chapter 2                   | Джон Уик                |
| 2017      | ф   | Происшествие монументального масштаба | A Happening of Monumental Proportions  | Боб                     |
| 2017      | ф   | СПФ-18                                | SPF-18                                 | камео                   |
| 2018      | ф   | Профессионал                          | Siberia                                | Лукас Хилл              |
| 2018      | ф   | Как женить холостяка                  | Destination Wedding                    | Фрэнк                   |
| 2018      | ф   | Репродукция                           | Replicas                               | Уилл Фостер             |
| 2019      | ф   | Джон Уик 3                            | John Wick: Chapter 3 — Parabellum      | Джон Уик                |
| 2019      | ф   | Ты — моё сомнение                     | Always Be My Maybe                     | камео                   |
| 2019      | мф  | История игрушек 4                     | Toy Story 4                            | Дюк Кабум               |
| 2019      | ф   | Между двумя папоротниками             | Between Two Ferns: The Movie           | камео                   |
| 2019      | ф   | Зелёный дельфин                       | Already Gone                           | исполнительный продюсер |
| 2019      | кор | Салация                               | Salacia                                | исполнительный продюсер |
| 2020      | мф  | Губка Боб в бегах                     | The SpongeBob Movie: Sponge on the Run | мудрец                  |
| 2020      | ф   | Билл и Тед снова в деле               | Bill & Ted Face the Music              | Тед Логан               |
| 2020      | с   | Мир спокойствия                       | A World of Calm                        | рассказчик              |
| 2020      | ки  |                                       | Cyberpunk 2077                         | Джонни Сильверхенд      |
| 2021      | ф   | Матрица: Воскрешение                  | The Matrix Resurrections               | Томас Андерсон / Нео    |
| 2021      | ки  |                                       | The Matrix Awakens                     | Томас Андерсон / Нео    |
| 2022      | мф  | DC Лига Суперпитомцы                  | DC League of Super-Pets                | Брюс Уэйн / Бэтмен      |
| 2022      | кор | Мэри с дурной славой                  | Mary of Ill Fame                       | исполнительный продюсер |
| 2023      | ф   | Джон Уик 4                            | John Wick: Chapter 4                   | Джон Уик                |
| 2023      | ки  |                                       | Cyberpunk 2077: Phantom Liberty        | Джонни Сильверхенд      |
| 2023      | с   | Браун: Невероятная история Формулы-1  | Brawn: The Impossible Formula 1 Story  | гость                   |
| 2024      | ф   | Соник 3 в кино                        | Sonic the Hedgehog 3                   | Ёж Шэдоу                |
| 2024      | с   | Секретный уровень                     | Secret Level                           | Пилот                   |
| 2024      | ки  |                                       | Shadow Generations                     | Ёж Шэдоу                |
| 2024      | кор | Рождество с Соником                   | A Very Sonic Christmas                 | Ёж Шэдоу                |
| 2025      | с   | Разделение                            | Severance                              | здание Lumon            |
| 2025      | ф   | Балерина                              | Ballerina                              | Джон Уик                |
| 2025      | ф   | Удача                                 | Good Fortune                           | Габриэль                |
|           | ф   | Исход                                 | Outcome                                | Риф Хоук                |
|           | ф   | Константин 2                          | Constantine 2                          | Джон Константин         |
|           | мс  | Берсерк                               | BRZRKR                                 |                         |
|           | ф   | Система развлечений не работает       | The Entertainment System is Down       |                         |

## Награды и номинации

### Награды
- 1991: Кинонаграда канала MTV, Самый желанный мужчина («На гребне волны»)
- 1994: Кинонаграда канала MTV, Лучший экранный дуэт («Скорость»)
- 2000: Премия «Blockbuster Entertainment Award», Лучший актёр в жанре экшн («Матрица»)
- 2000: Премия «Golden Slate», Лучший актёр («Матрица»)
- 2000: Кинонаграда канала MTV, Лучшая мужская роль («Матрица»)
- 2004: Премия «World Stunt Awards», Почётная награда Лучшему актёру (за исполнение трюков в фильмах «Матрица: Перезагрузка» и «Матрица: Революция»)
- 2006: Премия «Teen Choice Award», Лучшая экранная пара («Дом у озера»)
- 2008: Премия «Bambi», Лучший зарубежный актёр (после фильма «Короли улиц»)

### Номинации
- 1994: Премия «Blimp Award», Лучшая мужская роль («Скорость»)
- 1994: Кинонаграда канала MTV, Лучший поцелуй («Скорость»)
- 1994: Кинонаграда канала MTV, Лучшая мужская роль («Скорость»)
- 1994: Кинонаграда канала MTV, Самый желанный мужчина («Скорость»)
- 1995: Кинонаграда канала MTV, Лучший поцелуй («Прогулка в облаках»)
- 1995: Кинонаграда канала MTV, Самый желанный мужчина («Прогулка в облаках»)
- 2000: Премия «Сатурн», Лучший актёр («Матрица»)
- 2000: Кинонаграда канала MTV, Лучший экранный дуэт («Матрица»)
- 2003: Премия «Teen Choice Award», Лучший актёр — Драма / Экшн («Матрица: Перезагрузка»)
- 2004: Кинонаграда канала MTV, Лучшая драка («Матрица: Перезагрузка»)
- 2004: Кинонаграда канала MTV, Лучший поцелуй («Матрица: Перезагрузка»)
- 2004: Кинонаграда канала MTV, Самый сексуальный супергерой («Матрица: Перезагрузка»)
- 2004: Премия «Taurus Award», Лучший актёр — Драма / Экшн / Приключения («Матрица: Революция»)
- 2004: Премия «Teen Choice Award», Лучший поединок («Матрица: Революция»)

### Антипремии
Актёр является одним из «лидеров» антипремии «Золотая малина», получив номинацию в категории «Худший неудачник за первые 25 лет».
Прим. — в разделе таблицы «год» ссылки выставлены на соответствующую церемонию премии.
| № | Год  | Фильм                | Категория                         | Результат |
| - | ---- | -------------------- | --------------------------------- | --------- |
| 1 | 1994 | Много шума из ничего | Худшая мужская роль второго плана | Номинация |
| 2 | 1996 | Джонни-мнемоник      | Худшая мужская роль               | Номинация |
| 2 | 1996 | Прогулка в облаках   | Худшая мужская роль               | Номинация |
| 3 | 1997 | Цепная реакция       | Худшая мужская роль               | Номинация |
| 4 | 2001 | Наблюдатель          | Худшая мужская роль второго плана | Номинация |
| 5 | 2002 | Хардбол              | Худшая мужская роль               | Номинация |
| 5 | 2002 | Сладкий ноябрь       | Худшая мужская роль               | Номинация |
| 6 | 2005 |                      | Худший неудачник за первые 25 лет | Номинация |
| 7 | 2015 | Джон Уик             | Приз за восстановление репутации  | Номинация |

## Увековечение
В честь актёра назван астероид (321577) Keanureeves.

### Комментарии
1. ↑  Хотя он и родился в Ливане от матери-англичанки и отца-американца, Ривз вырос в Канаде, он называет себя канадцем и обладает только канадским гражданством[4].